# It’s Like That (Mariah Carey-dal)
Az It’s Like That Mariah Carey amerikai popénekesnő első kislemeze tizennegyedik, The Emancipation of Mimi című albumáról. Az erősen hiphop-beütésű dal a Hollis Crew című Run-D.M.C.-dalból (1984) kölcsönözte a refrént („it’s like that y’all”). A dalban Jermaine Dupri és Fatman Scoop rappel. A dal számos országban bekerült a slágerlistán a Top 20-ba, és 2006-ban Grammy-díjra is jelölték, legjobb, női előadó által énekelt dal kategóriában.
Az It’s Like That az albumhoz írt utolsó dalok közé tartozott; miután Carey már csaknem húsz dallal elkészült, a lemezkiadó főnöke, Antonio „L.A.” Reid úgy érezte, valami még hiányzik, és megkérte, hogy írjon még pár dalt az albumhoz Jermaine Duprival együtt. Ekkor született nemcsak az It’s Like That, hanem az album legnagyobb slágere, a We Belong Together is.

## Fogadtatása
A dal az elmúlt évek nem túl sikeres dalai után viszonylagos sikert hozott Careynek az Egyesült Államokban: a Billboard Hot 100-on a 16. helyig jutott, annak ellenére, hogy az USA-ban nem jelent meg kereskedelmi forgalomba kerülő kislemezen. Tizenöt hétig maradt a Top 40-ben, és az év végi összesített slágerlista 69. helyére került. A RIAA aranylemeznek minősítette, így ez lett az énekesnő huszonhatodik olyan kislemeze, ami az USA-ban aranylemez lett, és az első, amelyiknél internetes letöltéseket is beleszámítottak. 2006 májusában, több mint egy évvel a megjelenése után a dal a Billboard rádiós játszásokon alapuló, Hot Adult R&B Airplay slágerlistáján is a Top 40-be került.
Mivel a legális internetes zeneletöltés egyre inkább kezdett teret hódítani, a Billboard szabályait 2005 elején megváltoztatták, hogy a legális letöltések is beleszámítsanak. Mivel az It’s Like That nagyjából ebben az időben jelent meg, Carey lett az elsők egyike, akinek így került fel dala a slágerlistára. 2005 februárjának végén a Billboard létrehozta a kizárólag letöltéseken alapuló Hot Digital Tracks slágerlistát, és a letöltési statisztikák is kezdtek beleszámítani a Hot 100-ra kerülésbe. Az It’s Like That január 25-én, a Hot Digital Tracks slágerlista indulása előtt pár héttel került az iTunes Music Store letölthető dalai közé, így a letöltések egy jelentős száma még nem számított bele a dal slágerlistás helyezésébe. A Billboard egy másik változtatást is eszközölt 2005 elején, a Top 40 Tracks slágerlistát váltotta fel az új Pop 100 nevűvel. Az It’s Like That volt Carey utolsó kislemeze, ami felkerült a Top 40 Tracksre, és az első, ami felkerült a Pop 100-ra, ahol a 20. helyig jutott.
A dal az Egyesült Államokon kívül nagyobb sikert aratott: Japánban a Tokyo Hot 100-on ez lett az énekesnő hetedik listavezető száma (bár a hivatalos Oricon slágerlistán csak a 130. helyig jutott); számos országban listavezető lett vagy legalább a Top 10-be bekerült.

## Videóklip és remixek
A dal videóklipjét Brett Ratner rendezte, aki már korábban is dolgozott Careyvel (utoljára a 'Heartbreaker videóklipjén). Az énekesnő eredetileg Paul Huntert akarta felkérni a klip rendezésére; nem akarta Ratnert (aki közeli barátja) megkérni, mert ő már nem nagyon rendez videóklipeket, végül azonban Ratner elvállalta. A klip a Beverly Hills-i Greystone Park villában játszódik, egy partin, melyet – a klip története szerint – a Carey esküvője előtti éjszakán rendeznek (vőlegényét Eric Roberts színész alakítja). Számos vendég álarcot visel. A vendégek közt található Brian McKnight, Randy Jackson, valamint a dal két rappere, Jermaine Dupri és Fatman Scoop. A partin Carey találkozik egy volt szerelmével (őt Wentworth Miller modell alakítja). A klipet egyszerre forgatták a második, kislemezen megjelent dal, a We Belong Together klipjével, ami az It’s Like That klipjének folytatása; a kettő együtt mesél el egy történetet.
A dalhoz készült egyik remix, melynek Scott Storch volt a producere, keletiesebb hangzású, ebben Fat Joe rappel. A dalhoz dance remixeket David Morales készített; ezekhez a mixekhez Carey újraénekelte a vokálokat. Peter Rauhofer és a Pound Boys (Mayhem & Craig C.) is készítettek remixeket a dalhoz, ezeket azonban végül nem adták ki. Számos remix csak 12" maxi kislemezen érhető el, mert 2005-ben számos kislemez csak kevés változatban jelent meg CD-n.

### Hivatalos remixek, verziók listája
- It’s Like That (David Morales Classic Mix)
- It’s Like That (David Morales Club Mix)
- It’s Like That (David Morales Radio Mix)
- It’s Like That (Instrumental)
- It’s Like That (No Fatman Scoop)
- It’s Like That (No Rap)
- It’s Like That (Remix feat. Fat Joe)
- It’s Like That (Remix feat. Fat Joe – Clean)
- It’s Like That (Remix Instrumental)
- It’s Like That (Stereo Experience)
- It’s Like That (Stereo Dub)
- It’s Like That (Un-leashed Pound Boy Remix)

## Változatok
| CD kislemez; mini CD (Európa) 1. It’s Like That (Main) 2. It’s Like That (David Morales Radio Mix) CD maxi kislemez (Japán) 1. It’s Like That (Main) 2. It’s Like That (No Rap) 3. It’s Like That (No Fatman Scoop) CD kislemez (Franciaország) 1. It’s Like That (Main version feat. Fatman Scoop) 2. Sprung (Inédit) 3. It’s Like That (video) CD maxi kislemez (Japán) 1. It’s Like That (Main) 2. It’s Like That (No Rap) 3. It’s Like That (David Morales Radio Mix) 4. It’s Like That (David Morales Club Mix) CD maxi kislemez (Európa, Thaiföld) + poszter CD maxi kislemez (Ausztrália) 1. It’s Like That (Main) 2. It’s Like That (No Rap) 3. It’s Like That (David Morales Club Mix) 4. It’s Like That (David Morales Classic Mix) 5. It’s Like That (Stereo Experience) | CD maxi kislemez (Franciaország) 1. It’s Like That (David Morales Remix) 2. Through the Rain 3. The One 4. Through the Rain (Maurice Joshua Remix) 5. It’s Like That (videóklip) 12" kislemez (USA) 1. It’s Like That (David Morales Club Mix) 2. It’s Like That (Stereo Experience) 12" maxi kislemez (USA) 1. It’s Like That (Main Version) 2. It’s Like That (Club Version) 3. It’s Like That (Instrumental) 12" maxi kislemez (Európa) 1. It’s Like That (Main Version) 2. It’s Like That (No Rap) 3. It’s Like That (David Morales Club Remix) 12" maxi kislemez (USA) 1. It’s Like That (Album version) 2. It’s Like That (Instrumental) 3. It’s Like That (Remix feat. Fat Joe) 4. It’s Like That (Remix Instrumental) |

## Helyezések
| Slágerlista (2005)                             | Legmagasabb helyezés |
| ---------------------------------------------- | -------------------- |
| USA Billboard Hot 100                          | 16                   |
| USA Billboard Hot R&B/Hip-Hop Singles & Tracks | 17                   |
| USA Billboard Pop 100                          | 20                   |
| USA Billboard Mainstream Top 40                | 16                   |
| USA Billboard Rhythmic Top 40                  | 9                    |
| USA Billboard Hot Dance Music/Club Play        | 1                    |
| Ausztrál ARIA kislemezlista                    | 9                    |
| Ausztria                                       | 33                   |
| Brazil Hot 100 kislemez                        | 52                   |
| Brit kislemezlista                             | 4                    |
| Dél-afrikai rádiós slágerlista                 | 1                    |
| Francia Top 100 kislemez                       | 16                   |
| Fülöp-szigeteki Top 40                         | 1                    |
| Görög Top 50 kislemezlista                     | 11                   |
| Holland kislemezlista                          | 13                   |
| Holland Top 40                                 | 26                   |
| Horvát kislemezlista                           | 1                    |
| Ír Top 20 kislemez                             | 11                   |
| Japán, Tokyo Hot 100                           | 1                    |
| Kanadai kislemezlista                          | 29                   |
| Magyarország, MAHASZ Top 10 kislemez           | 3                    |
| Magyarország, MAHASZ Dance Top 40              | 15                   |
| Magyarország, MAHASZ Rádiós Top 40             | 40                   |
| Magyarország, MAHASZ Editor’s Choice           | 33                   |
| Norvég Top 20 kislemez                         | 13                   |
| Olasz kislemezlista                            | 5                    |
| Román Top 100 rádiós slágerlista               | 1                    |
| Svájci Top 100 kislemez                        | 10                   |
| Svéd Top 60 kislemez                           | 47                   |
| Új-zélandi RIANZ kislemezlista                 | 16                   |
| Nemzetközi egyesített slágerlista              | 6                    |
| Slágerlista (2006)                             | Legmagasabb helyezés |
| USA Billboard Adult R&B Airplay                | 37                   |